# Creative Computing
Creative Computing war eines der ersten US-amerikanischen Computermagazine, das sich mit dem gerade entwickelnden Homecomputer-Markt beschäftigte. Die Zeitschrift wurde zwischen 1974 und 1985 veröffentlicht.
Die Zeitschrift beschäftigte sich mit dem Themenspektrum zwischen Homecomputern und Personal Computern. Dabei nutzte sie eine einfachere Form und Sprache als das Konkurrenzprodukt Byte, das wesentlich technischer ausgerichtet war.
Das Magazin wurde gegründet von David H. Ahl, der es in den 1980er Jahren an den Ziff-Davis Verlag verkaufte. In den letzten Jahren der Veröffentlichung fokussierte sich die Zeitschrift auf den professionellen Computermarkt, war aber dabei nicht erfolgreich und stellte dann die Publikation ein.
Ted Nelson, bekannt als Erfinder des Hypertext, war kurzzeitig Chefredakteur der Zeitschrift.
Bekannt ist auch die Buchreihe BASIC-Computer-Spiele von David H. Ahl, die Programme von Creative Computing enthält und das erste Computerbuch war, das sich mehr als eine Million Mal verkauft hat. Dieses wurde auch in Deutschland verkauft.